# Relació de Mayer
La relació de Mayer és una equació de la termodinàmica vàlida pels gasos ideals. En relaciona la seva capacitat tèrmica a pressió constant (Cp) amb la seva capacitat tèrmica a volum constant (Cv). Matemàticament:
{\displaystyle C_{p}-C_{V}=R}
R és la constant dels gasos, i val 8,315 J·mol-1·K-1.